# Rżyszcza
Rżyszcza (ros. Ржища) – wieś w Rosji, w rejonie grazowieckim obwodu wołogodzkiego. W 2002 liczyła 7 mieszkańców, do 2010 populacja miejscowości nie uległa zmianie.